# Skorosze (gmina)
Skorosze (do 1916 Pruszków, od 1952 Michałowice) – dawna gmina wiejska istniejąca w latach 1916–1952 w powiecie warszawskim, woj. warszawskim. Siedzibą gminy przed II wojną światową były  Skorosze, a po wojnie Czechowice (obecnie osiedle w warszawskiej dzielnicy Ursus).

## Historia
Gmina Skorosze została utworzono10 grudnia 1916 w powiecie warszawskim na terenie znoszonej guberni warszawskiej. Powstała z części obszaru istniejącej od 1867 roku gminy Pruszków w związku z nadaniem wsi Pruszków statasu miasta i wyłączeniem jej ze związku gminnego (do miasta Pruszkowa włączono równocześnie miejscowości Wyględówek, Tworki, Józefów, Żbików, Żbikówek i Pohulanka).
W okresie międzywojennym gmina Skorosze należała do powiatu warszawskiego w woj. warszawskim.
1 kwietnia 1930 części obszaru gminy Skorosze (Nadziein i Niecki) utworzono nową gminę Piastów.
15 kwietnia 1930 z części obszaru gminy Skorosze (osada Włochy, wieś Solipse, kolonia Wiktoryn, osada Wiktoryn Nr. 5, osada Wiktoryn-Rappówek, kolonia Wiktoryn Nr. 1 litera A, kolonia Marianówka Nr. 10 oraz grunty państwowe po byłym forcie Nr. 5) utworzono nową gminę Włochy.
20 października 1933 gminę Skorosze podzielono na 17 gromad (skład gromad w nawiasie):
- Czechowice – Czechowice A B (kol.), Czechowice C (kol.), Czechowice (parc.), Walowizna (kol.);
- Karolin – Karolin (maj.), Karolin (ceg.), Karolin (parc.);
- Michałowice – Michałowice (w.), Michałowice (f.);
- Okęcie – Okęcie (os.), Okęcie (parc.), Okęcie D, 1, A i B (maj.), Dedale (kol.), Raków (w.);
- Opacz – Opacz (kol.), Opacz (parc.), Dziekanka (kol.);
- Opacz Duża – Opacz Duża (kol.);
- Opacz Mała – Opacz Mała (w.);
- Pęcice – Pęcice Duże A (f.), Chlebów (dobra), Lindowo (dobra ziemsk.), Ostoja (kol.), Kirowo (os.);
- Rakowiec – Rakowiec (kol.), Piotrówek (kol.);
- Raków – Raków (kol.);
- Reguły – Reguły (w.), Reguły Kuchy (f.), Reguły Malichy (f.), Makowo (kol.), Michałów (os.);
- Salomea – Salomea (w.);
- Skorosze – Skorosze (kol.), Skorosze (parc.), Skorobojary (os.);
- Szamoty – Szamoty (w.);
- Szczęśliwice – Szczęśliwice (w.);
- Wiktoryn – Wiktoryn (kol.), Wiktoryn (parc.), Ostrówka (kol.), Szelerówka (kol.);
- Załuski – Załuski (w.), Załuski (maj.), Załuski (os. pokarcz.), Stasin (kol.).

1 kwietnia 1939 z części gminy Skorosze (z gromad Opacz Duża, Okęcie, Raków, Rakowiec, Salomea, Szczęśliwice, Wiktoryn, Załuski i częściowo Opacz) utworzono nową gminę Okęcie.
Po wojnie gmina zachowała przynależność administracyjną do powiatu warszawskiego w województwie warszawskim.
15 maja 1951  przyłączono do Warszawy część gromady Szamoty z gminy Skorosze.
1 lipca 1952 z gminy Skorosze wyłączono gromady Czechowice, Skorosze i Szamoty, z których utworzono miasto Czechowice; wyłączono z niej też część gromady Pęcice (osiedle Chlebów), którą przyłączono do gminy Helenów w powiecie grodziskomazowieckim. Jednocześnie gmina Skorosze została zniesiona po przeniesieniu jej siedziby z Czechowic do Michałowic, z równoczesnym przemianowaniem jednostki na gmina Michałowice. W dniu powołania gmina Michałowice była podzielona na 10 gromad.

## Wójtowie gminy Skorosze
- (1916–1922) Aleksander Kopiński
- (1922–1930) Władysław Hass
- (1930–1933) Franciszek Adolf Acher
- (1933–1939) Franciszek Gryzel
- (1939) Jan Szpuda
- (1939–1945) Władysław Godurkiewicz
- (I 1945–III 1945) Bolesław Gliński
- (III 1945–III 1948) Teodor Rowiński
- (III 1948–1952) Antoni Jóźwiak